# Tadeusz Gałecki (architekt)
Tadeusz Gałecki (ur. 17 lipca 1927 w Poznaniu, zm. 31 sierpnia 2022) – polski architekt i urbanista, wykładowca akademicki.

## Życiorys
Absolwent Wydziału Architektury Szkoły Inżynierskiej w Poznaniu (inżynier architekt - 1952, magister na Politechnice Wrocławskiej - 1964). Na Wydziale Architektury Politechniki Warszawskiej ukończył studium urbanistyczne. Od 1952 był inspektorem nadzoru przy budowie Poznańskiej Fabryki Maszyn Żniwnych. Od 1955 pracował w Okręgowym Biurze Projektów Budowlanych w Poznaniu, a potem (od 1956) w poznańskim "Miastoprojekcie" (pracownia Stanisława Pogórskiego). Zajmował się różnorodną tematyką projektową: mieszkaniową, przemysłową, usługową, wystawienniczą i rekreacyjną. Od 1960 zatrudnił się w Miejskiej Pracowni Urbanistycznej w Poznaniu, gdzie współpracował podczas finalizacji planu ogólnego rozwoju Poznania z 1962. Od 1975 pracował w wojewódzkich biurach projektowych w Poznaniu. Od 1991 do 1996 (emerytura) kierował Miejską Pracownią Urbanistyczną. 
Od 1977 do 1993 był wykładowcą w Instytucie Architektury i Planowania Przestrzennego Politechniki Poznańskiej. Doktoryzował się na Wydziale Budownictwa Lądowego Politechniki Poznańskiej w 1993. Jest honorowym członkiem Towarzystwa Urbanistów Polskich. Od 1987 do 1996 był prezesem poznańskiego oddziału tej organizacji (od 1978 do 1981 piastował funkcję wiceprezesa).

## Realizacje
Najistotniejsze prace:
- generalny projektant planów ogólnych Poznania (nagrody resortowe):
  - zatwierdzonego w 1975,
  - zatwierdzonego w 1994,
- generalny projektant planu szczegółowego śródmieścia Poznania (1969, wspólnie ze Świętosławem Tatarkiewiczem)[3].

Brał udział w konkursie na projekt dzielnicy mieszkaniowej Górny Taras Rataj w Poznaniu (1970; współautorami byli: Lidia Wejchert, Kazimierz Wejchert i Maria Kaczmarek), gdzie zdobył drugą nagrodę.
Totalne, modernistyczne plany rozwoju centrum Poznania z lat 70. XX wieku poddał późniejszej krytyce.